# Lijst van politieke partijen in Israël
Deze pagina bevat een onvolledige lijst met politieke partijen in Israël.
Het Israëlische politieke systeem kent op basis van evenredige vertegenwoordiging, net zoals Nederland en België, een meerpartijenstelsel. Het Israëlische parlement, de Knesset, bevat 120 zetels.
In de Knesset zijn meerdere partijen vertegenwoordigd. Dit komt door de lage verkiezingsdrempel die vereist is voor een zetel: 1 procent van de stemmen van 1949 tot 1992, 1,5 procent van 1992 tot 2003, 2 procent van 2003 tot 2014 en 3,25 procent sinds 2015. Zo zijn er in de verkiezingen van 2015 tien partijen of allianties die de drempel hebben gehaald, vijf ervan hebben minimaal tien zetels behaald. De lage drempel, in combinatie met het landelijke partijlijstsysteem, maakt het voor een enkele partij vrijwel onmogelijk om de 61 zetels te winnen die nodig zijn voor een meerderheidsregering. Geen enkele partij heeft ooit de meerderheid van zetels gehaald bij een verkiezing. De grootste overwinning van een partij was 56 zetels, verkregen door de Alignment-partij.

## Huidige partijen

### Partijen vertegenwoordigd in de Knesset
Na de verkiezingen van maart 2020 zijn de volgende partijen vertegenwoordigd: 
| Partij                    | Leider                    | Zetels | Ideologie |
| ------------------------- | ------------------------- | ------ | --- |
| Likoed                    | Benjamin Netanyahu        | 36     | Nationaal-conservatisme Nationaal-liberalisme Economisch liberalisme Facties: Rechtspopulisme Revisionistisch zionisme Liberaal-conservatisme |
| Yesh Atid-Telem 1)        | Yair Lapid, Moshe Ya'alon | 16     | LiberalismeProgressief liberalisme Liberaalzionisme Tweestatenoplossing Liberaal-conservatisme                                                |
| Blauw en Wit 1)           | Benny Gantz               | 15     | ZionismeLiberalisme Progressief liberalisme Milieuactivisme Tweestatenoplossing                                                               |
| Gezamenlijke Lijst        | Ayman Odeh                | 15     | Big tent-partij Arabisch-Israëlisch Tweestatenoplossing Antizionistisch                                                                       |
| Shas                      | Aryeh Deri                | 9      | Religieus conservatisme Neokapitalisme Populisme Sefardisch-charedisch Mizrachi-joodse ultraorthodoxe belangen                                |
| Verenigd Torah-Jodendom   | Yaakov Litzman            | 7      | Charedisch jodendom Chassidisch jodendom Orthodoxe Halacha Religieus conservatisme Zionisme                                                   |
| Yisrael Beiteinu          | Avigdor Lieberman         | 7      | Revisionistisch zionisme Economisch liberalisme Nationalisme Secularisme Het Liebermanplan Belangen van Russische Israëliërs Rechtspopulisme  |
| Yamina                    | Naftali Bennett           | 6      | Religieus nationalisme |
| Israëlische Arbeidspartij | Amir Peretz               | 3      | Sociaaldemocratie Derde Weg Socialistischzionisme Tweestatenoplossing                                                                         |
| Meretz                    | Tamar Zandberg            | 3      | Sociaaldemocratie Socialistischzionisme Secularisme Groene politiek Tweestatenoplossing                                                       |
| Derekh Eretz              | Yoaz Hendel, Zvi Hauser   | 2      | Economisch liberalisme Nationaal-liberalisme                                                                                                  |
| Gesher                    | Orly Levy                 | 1      | Sociaal liberalisme |

1) De twee partijleiders van Blauw en Wit, Yair Lapid van Yesh Atid en Moshe Ya'alon van Telem, waren het niet eens met de beslissing van Benny Gantz om een coalitie met Benjamin Netanyahu te vormen en doen er niet aan mee. De lijst Blauw en Wit valt weer uit elkaar in drie partijen. Op 29 maart telde de fractie Yesh Atid-Telem daardoor zestien Knesset-leden, de fractie Blauw en Wit van Benny Gantz vijftien en Derech Eretz twee.

### Andere partijen
De volgende partijen hebben momenteel geen zetels in de Knesset:
- Ahrayut
- Ale Yarok
- Ben Shalem
- Bijbelblok (Gush HaTanachi)
- Brit Olam
- Da'am Arbeiderspartij, Organisatie voor Democratische Actie
- Dor
- Eretz Hadasha
- HaYisraelim
- Kadima (zetels van 2005 tot 2015)
- Koah HaKesef
- Koah LeHashpi'a
- Lazuz
- Leider
- Lehem
- Lev LaOlim
- Rechten van de Mens in de Familiepartij
- Magen Yisrael ( Schild van Israël )
- Meemad (bezat zetels tussen 1999 en 2009 als onderdeel van de One Israel alliantie)
- Nieuwe Horizon
- Nieuw Rechts
- Or
- Otzma Yehudit (bekleedde zetels tussen 2012 en 2013 nadat hij zich had losgemaakt van de Nationale Unie, daarna onder de naam Otzma LeYisrael ; liep niet succesvol als onderdeel van de Yachad- lijst bij de verkiezingen van 2015)
- Piratim (De Piratenpartij van Israël)
- Ihud Bnei HaBrit (Verenigde Geallieerden)
- De Groenen
- Telem[26]
- Tzomet (zetels gehouden tussen 1987 en 1999; in 1996 vormden de verkiezingen een gezamenlijke "National Camp List" met de Likud en Gesher )
- U'Bizchutan — opgericht in 2015 als een ultraorthodoxe joodse vrouwenpartij[27]
- Yachad
- Yisrael Hazaka
- Yisrael HaMithadeshet
- Zehut
- Noam